# Socialdemokratska zveza Slovenije
Socialdemokratska zveza Slovenije (SDZS)  je bila slovenska politična stranka ustanovljena 16. februarja 1989 v Cankarjevem domu.  Njen idejni pobudnik in prvi predsednik je bil France Tomšič. 24. novembra 1989 je bil za novega predsednika izvoljen Jože Pučnik, ki je v decembru 1989 povezal več strank v DEMOS. 
Leta 1990 se je stranka preimenovala v Socialdemokratsko stranko Slovenije (SDSS)  ter po prvih povojnih demokratičnih volitvah 8. aprila 1990 stopila v vlado. 
Na kongresu stranke aprila 1992 je v stranko prišel Janez Janša, ki je izstopil iz Demokratske stranke. V letu 1993 je postal njen predsednik Janez Janša.
V letu 2003 se je stranka preimenovala v Slovensko demokratsko stranko.